# TruTV (Latinoamérica)
TruTV fue un canal de televisión por suscripción latinoamericano de origen estadounidense operado por Warner Bros. Discovery Latin America. Inició sus transmisiones en Latinoamérica el 1 de abril de 2009 en reemplazo de Retro, cambiando radicalmente toda la programación de la señal, basada en series clásicas, y moviéndose la misma a TCM.
El canal cesó transmisiones el 31 de octubre de 2023, siendo reemplazado por Adult Swim.

## Historia
El canal fue lanzado al aire el 1 de abril de 2009 en Latinoamérica al reemplazar a Retro. Desde el comienzo, se transmitían las series en su idioma original y con subtítulos al español. La señal en alta definición, a resolución 1920x1080i60, se denomina TruTV HD, fue lanzada en 2012 para Latinoamérica. El 20 de julio de 2009, se estrenó la nueva serie Operación rescate. El 17 de octubre de 2011, se estrena la serie Los remolcadores de South Beach.
A partir del 1 de septiembre de 2012, TruTV empezó a emitir la mayor parte de su programación doblada al español. Gran parte de la programación se dobla en Buenos Aires, Argentina. Se realiza el doblaje de todo el contenido de los programas. A partir del 1 de septiembre de 2012, el canal cambió su programación. Las series emitidas en inglés con subtítulos fueron lanzadas al aire dobladas al español. El 7 de octubre de 2013, se estrena la serie Ink Master. El 7 de noviembre de 2014, se anuncia el fin de las emisiones de Operación rescate después de haber transmitido 11 temporadas. Así en marzo de 2015, el canal empieza a transmitir algunos programas del canal Infinito, luego de que Turner decide dar de baja el canal.
El 1 de septiembre de 2016, el canal renueva su logo. A partir del 5 de septiembre de 2017, el canal cambió la mitad de su programación. Los programas continúan doblados al español y otros en su idioma original.
El 31 de octubre del 2023, TruTV fue reemplazado por el canal Adult Swim tras haber estado 14 años al aire.

## Señales
El canal contaba con 2 señales, las cuales son emitidas nativamente en alta definición en simultáneo con la señal en resolución estándar.
- Señal Panregional: señal emitida para toda Latinoamérica y el Caribe. Sus horarios de referencia correspondían a los de Buenos Aires (UTC-3), Santiago de Chile (UTC-4/-3) y Ciudad de México (UTC-6).
- Señal Brasil: señal emitida exclusivamente para Brasil, en idioma portugués y con programación diferente. Su horario de referencia correspondía al de Brasilia (UTC-3).